# Chum Taylor
Chum Taylor, właśc. Edwin Vernon Thomas Taylor (ur. 4 kwietnia 1927 w Perth, zm. 19 kwietnia 2025 tamże) – australijski żużlowiec.

## Życiorys
Uczestnik finału światowego indywidualnych mistrzostw świata (Londyn 1960 – X miejsce). Reprezentant Australii w eliminacjach drużynowych mistrzostw świata (1960, 1961). Złoty medalista indywidualnych mistrzostw Australii (Adelaide 1966). 
Startował w lidze brytyjskiej, w barwach klubów z Ashfield (1951), Cardiff (1951–1952), Bristolu (1953–1954), Southampton (1958–1961), Oksfordu (1963), Poole (1964) oraz Cradley (1966).
Zmarł w domu opieki w Perth. W ostatnich latach życia cierpiał na chorobę Alzheimera. 